# Daring Club Motema Pembe
Daring Club Motema Pembe is een Congolese voetbalclub uit de hoofdstad Kinshasa.
De club werd in 1936 opgericht als Daring en veranderde rond 1949 de naam in CS Imana. In 1985 moest de club gedwongen door de CAF de huidige naam aannemen. Reden hiervoor was hooliganisme tijdens een CAF bekerwedstrijd tegen Dragons de l'Ouémé.

## Erelijst
- Linafoot: 1963, 1964, 1974, 1978, 1989, 1994, 1996, 1998, 1999, 2004, 2005, 2008
- Coupe du Congo: 1964, 1974, 1978, 1984, 1985, 1990, 1991, 1993, 1994, 2003, 2006, 2009, 2010, 2021 (record)
- Supercoupe du Congo: 2003, 2005
- African Cup Winners' Cup: 1994